# سقوط بغداد (1508)
حدث سقوط بغداد بايدي الصفويين عام 1508 حيث استولى الشاه إسماعيل الصفوي على بغداد وانتزعها من سيطرة الآق قويونلو. قام الصفويون بقتل الآلاف من أهل بغداد وتخريب مساجدها ومن أهمها جامع الإمام الأعظم وتحطيم مدرسته، وكذلك جامع الشيخ عبد القادر الكيلاني.

## الأحداث
في السنوات الأخيرة من هيمنة اتحاد الآق قويونلو، دعمت عشيرة بورناك (بالفارسية: پُرناک) مطالبات مراد بن يعقوب بن أوزون حسن، وساعدته في الحفاظ على السلطة في بغداد؛ ومع ذلك، فقد نجا حكم بورناك في العراق العربي من الغزو الصفوي لديار بكر بأقل من اثني عشر شهرًا. في صيف عام 1508، أرسل الشاه إسماعيل الأول مبعوثًا إلى بارق بك بورناك، حاكم بغداد والقائد العام للسلطان مراد. أعلن بارق بك خضوعه للشاه إسماعيل واستعداده للمشاركة في النظام الجديد. ومع ذلك، عندما توجه الشاه إسماعيل إلى بغداد شخصيًا، فر بارق بك والسلطان مراد إلى حلب. عند دخول عاصمة العراق العربي في أكتوبر 1508، أمر الشاه إسماعيل بإعدام جميع أفراد عشيرة بورناك الذين تم القبض عليهم في المدينة. وبعد أن تخلى السلطان مراد وبارق بك عن بغداد لصالح الصفويين، حاولا دون جدوى الاستعانة بالسلطان المملوكي الأشرف قانصوه الغوري ضد أعدائهما. ومع استيلاء الصفويين على بغداد، توافد العديد من التجار الفرس إلى بغداد، وزاد النشاط التجاري.